# Efekt Millera

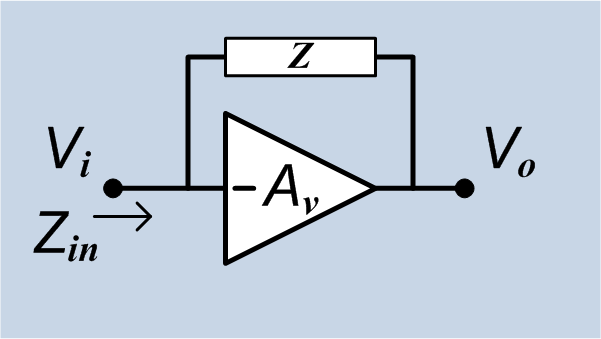
Rys. 1: Idealny wzmacniacz odwracający z impedancją wpiętą między wyjściem a wejściem. Impedancja ta ma wpływ na zastępczą impedancję wejściową

Efekt Millera – zjawisko w elektronice polegające na wzroście pojemności zastępczej widzianej z zacisków wejściowych wzmacniacza odwracającego w wyniku wzmocnienia pojemności między wejściem i wyjściem tego wzmacniacza. Pojemność wejściową spowodowaną efektem Millera w ogólnym przypadku określa wzór:
{\displaystyle C_{M}=C\cdot (1-K_{u}),}
gdzie:
{\displaystyle C} – pojemność w sprzężeniu zwrotnym,
{\displaystyle K_{u}} – wzmocnienie napięciowe wzmacniacza.
Efekt Millera spowodowany pasożytniczymi pojemnościami między wejściem i wyjściem w elementach elektronicznych takich jak tranzystory czy lampy elektronowe powoduje zmniejszenie wzmocnienia wraz ze wzrostem częstotliwości wzmacnianego sygnału. Chociaż efekt Millera odnosi się do pojemności, każda impedancja włączona pomiędzy wejście i inny węzeł obwodu, na którym występuje wzmocniony sygnał, może mieć wpływ na impedancję wejściową (rys. 1). Efekt Millera to specjalny przypadek prawa Millera.
Pojemność wejściową wzmacniacza odwracającego na tranzystorze bipolarnym określa wzór:
{\displaystyle C=C_{bc}\cdot (1-K_{u})+C_{be},}
gdzie:
{\displaystyle C_{bc}} – pojemność złącza baza-kolektor,
{\displaystyle C_{be}} – Pojemność złącza baza-emiter,
{\displaystyle K_{u}} – wzmocnienie napięciowe wzmacniacza.

## Historia
Efekt Millera został nazwany po Johnie Miltonie Millerze, który opublikował swoją pracę w 1920. Dotyczyła ona zjawiska występującego w układach wzmacniaczy wykorzystujących lampę elektronową, jednak ta sama teoria znajduje zastosowanie we współczesnych układach tranzystorowych.

## Wyprowadzenie
Weźmy pod uwagę idealny wzmacniacz napięcia z wzmocnieniem {\displaystyle K_{u}=-A_{v}} o impedancji {\displaystyle Z} wpiętej pomiędzy wejście a wyjście (rys. 1). Napięcie wyjściowe wynosi więc {\displaystyle V_{out}=K_{u}V_{in},} a prąd wejściowy
{\displaystyle I_{in}={\frac {V_{in}-V_{out}}{Z}}={\frac {V_{in}(1-K_{u})}{Z}}.}
Jest to przepływający przez impedancję {\displaystyle Z} prąd. Równanie pokazuje, że ze względu na wzmocnienie wzmacniacza prąd o dużej wartości płynie przez impedancję {\displaystyle Z,} w efekcie czego Z zachowuje się, jakby miało mniejszą wartość niż w rzeczywistości. Impedancja obwodu wynosi:
{\displaystyle Z_{in}={\frac {V_{in}}{I_{in}}}={\frac {V_{in}Z}{V_{in}(1-K_{u})}}={\frac {Z}{1-K_{u}}}.}
Jeżeli Z reprezentuje kondensator, to:
{\displaystyle Z={\frac {1}{j\omega C}},}
w konsekwencji rezystancja wejściowa wynosi:
{\displaystyle Z_{in}={\frac {1}{j\omega C(1-K_{u})}}={\frac {1}{j\omega C_{M}}},}
gdzie:
{\displaystyle C_{M}=C(1-K_{u}).}
Więc pojemność skuteczna lub pojemność Millera {\displaystyle C} jest to wartość pojemności kondensatora pomnożona przez czynnik {\displaystyle (1-K_{u}).}

## Najważniejsze informacje
Większość wzmacniaczy to wzmacniacze odwracające {\displaystyle (K_{u}<0),} pojemność skuteczna na wejściu jest większa. Dla wzmacniaczy nieodwracających efekt Millera objawia się w postaci ujemnych pojemności na wejściu wzmacniacza (Konwerter ujemnej impedancji).
Efekt Millera dotyczy każdej impedancji, nie tylko pojemności. Rezystancja albo induktancja zostaną podzielone przez {\displaystyle 1-A_{v}.} W dodatku, jeśli wzmacniacz jest nieodwracający, ujemna rezystancja bądź induktancja może zostać zasymilowana dzięki efektowi Millera.
Jest bardzo istotne, aby zauważyć, że pojemność Millera jest pojemnością widzianą na wejściu. Jeśli spojrzeć na wszystkie stałe czasowe (bieguny) RC, jest ważne, żeby włączyć w ten opis także pojemność widzianą na wyjściu. Kondensator na wyjściu jest często pomijany, skoro pojemność na wejściu wynosi {\displaystyle C(1-1/K_{n}),} a wyjście wzmacniacza ma z reguły małą impedancję. Jednakże jeśli wzmacniacz ma dużą wartość impedancji niwelujący wzmocnienie napięciowe, wtedy dwójnik RC ma znaczący wpływ na zachowanie się wzmacniacza.
Wpływ efektu Millera może zostać zmniejszony poprzez zastosowanie kaskody lub kaskadowego wzmacniacza. Dla wzmacniaczy z pętlą sprzężenia zwrotnego efekt Millera może być korzystny, skoro stabilizowanie wzmacniacza może wymagać użycia kondensatora zbyt dużego, by można go było instalować w obwodach znajdujących praktyczne zastosowanie.

## Reakcja na częstotliwość

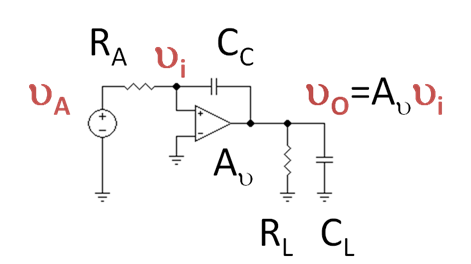
Rys. 2: Wzmacniacz operacyjny z kondensatorem w pętli sprzężenia zwrotnego (Błąd: Plus i minus na wzmacniaczu są ze sobą zamienione)

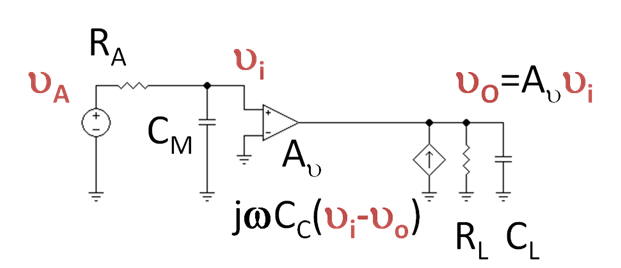
Rys. 3: Obwód z rys. 2 przekształcony, używając teorii Millera, wprowadzający pojemność Millera po stronie wejścia. (Błąd: Plus i minus na wejściu wzmacniacza operacyjnego są ze sobą zamienione miejscami).

Rys. 2 pokazuje przykład z rys. 1, gdzie impedancja wiążąca wejście z wyjściem jest kondensator {\displaystyle C_{C}.} Źródło napięciowe wraz z rezystancją {\displaystyle R_{A}} zasilają obwód. Na wyjściu podłączony równoległy dwójnik RC jest obciążeniem (na potrzeby niniejszych dywagacji obciążenie jest nieistotne, jednak daje prądowi możliwość opuszczenia obwodu). Na rys. 2 kondensator przewodzi prąd {\displaystyle j\omega C_{C}(v_{i}-v_{o}} do obwodu wyjściowego.
Rys. 3 pokazuje obwód identyczny do tego pokazanego na rys. 2, lecz z zastosowaniem teorii Millera. Kondensator, który łączył ze sobą wejście i wyjście wzmacniacza, został zastąpiony poprzez odpowiednie pojemności po stronie obwodu wejściowego i wyjściowego przez pojemność Milera {\displaystyle C_{M},} która pobiera ten sam prąd co kondensator na rys. 2, przez co źródło widzi takie samo obciążenie w obu przypadkach. Po stronie wyjścia sterowane źródło prądowe zaznaczone na rys. 3 dostarcza ten sam prąd na obciążenie, co w obwodzie na rys. 2.
Aby pojemność Millera pobierała ten sam prąd co kondensator na rys. 2, używa się tzw. transformacji Millera przekształcającej {\displaystyle C_{M}} do {\displaystyle C_{C}.} W tym przykładzie, ta transformacja jest równoważna z ustawieniami, gdy prądy są takie same, tzn.:
{\displaystyle j\omega C_{C}(v_{i}-v_{O})=j\omega C_{M}v_{i},}
lub przekształcając:
{\displaystyle C_{M}=C_{C}\left(1-{\frac {v_{o}}{v_{i}}}\right)=C_{C}(1-K_{u}).}
Rezultat jest taki sam jak w sekcji wyprowadzenie.
Rozpatrywany przykład ze wzmocnieniem napięciowym K_u niezależnym od częstotliwości pokazuje konsekwencje efektu Millera, a zatem i {\displaystyle C_{C},} pod kątem reakcji na częstotliwość tego obwodu, a jest ona typowa dla efektu Millera. Jeżeli {\displaystyle C_{C}=0{\text{ F}},} napięcie wyjściowe obwodu wynosi {\displaystyle K_{u},} niezależnie od częstotliwości. Jednakże gdy {\displaystyle C_{C}} jest różne od zero, rys. 3 pokazuje dużą pojemność Millera pojawiającą się na wejściu obwodu. Wtedy napięcie wyjściowe wynosi:
{\displaystyle {\frac {v_{o}}{v_{A}}}=K_{u}{\frac {v_{i}}{v_{A}}}=K_{u}{\frac {1}{1+j\omega C_{M}R_{A}}},}
i wraz z narastaniem częstotliwości rośnie też napięcie wyjściowe. Kiedy jest ona wystarczająco duża {\displaystyle \omega C_{M}R_{A}\geqslant 1.} Mamy wtedy do czynienia z filtrem dolnoprzepustowym. We wzmacniaczach analogowych to ograniczenie wynika bezpośrednio z efektu Millera. W tym przypadku częstotliwość {\displaystyle \omega _{3dB}} jak {\displaystyle \omega _{3dB}} {\displaystyle C_{M}R_{A}=1} oznacza częstotliwość graniczną.
Jest ważnym, aby zauważyć, że w konsekwencji oddziaływania {\displaystyle C_{M},} pasmo wzmacniacza jest zmniejszone przez źródło o wysokiej impedancji wewnętrznej {\displaystyle R_{A},} ponieważ czynnik {\displaystyle C_{M}R_{A}} jest duży, jeśli {\displaystyle R_{A}} jest duże.
Napięcie wyjściowe prostego obwodu zawsze wynosi {\displaystyle K_{u}v_{i}.} Jednakże wzmacniacze rzeczywiste mają rezystancję wyjściową. Jeżeli brać pod uwagę rezystancję wyjściową w analizie, napięcie wyjściowe wykazuje się bardziej złożoną reakcją na częstotliwość i wpływ częstotliwościowe uzależnionego źródła prądowego na wyjściu musi być wzięty pod uwagę. Z reguły efekty są widoczne dla częstotliwości znacznie większych niż częstotliwość graniczna z powodu istnienia efektu Millera, więc ta analiza przedstawiona tutaj jest wystarczająca, by określić zakres częstotliwości wzmacniacza.